# Bjørnevatn
Bjørnevatn är en tätort i  Sør-Varangers kommun i Finnmark fylke i norra Norge, omkring 11 kilometer söder om kommunens centralort Kirkenes och omkring sex kilometer söder om tätorten Hesseng. Orten har 2 493 invånare (2012). 
Gruvföretaget AS Sydvaranger drev en järnmalmsgruva i Bjørnevatn mellan 1906 och 1997, då gruvdriften lades ned. Malmen forslades åtta kilometer på järnväg till utlastningshamnen i Kirkenes. Gruvdriften återupptogs 2009 av det nybildade Sydvaranger Gruve AS.
Hösten 1944 sökte sig över 2 500 personer till gruvområdet och tog skydd i tunnlarna där för att undkomma det våldsamma tyska tillbakadragandet. De höll sig i 1944-tunneln till den 25 oktober, då ryssarna befriade området. Under tiden föddes omkring tio barn i tunnlarna.

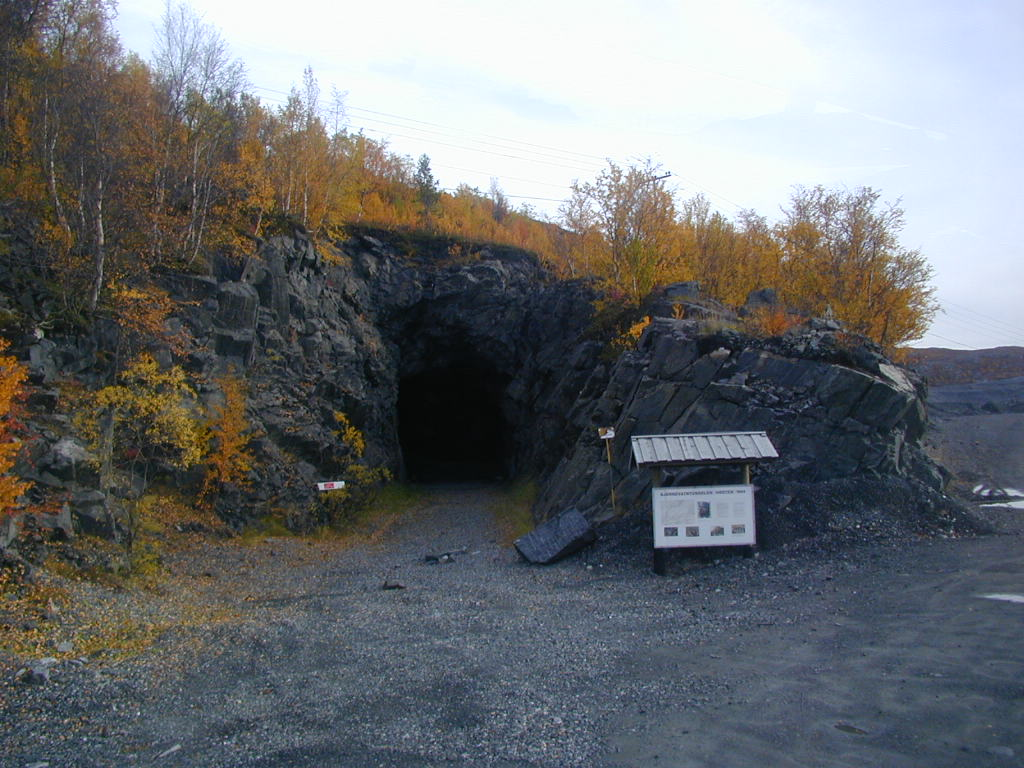
1944-tunneln.